# Godthul
Godthul (ou Godt Hul Harbour, Godthul Bay) est une baie située sur la côte nord-ouest de la Géorgie du Sud. Longue de 1,6 km, elle a été utilisée comme port et dépôt par les chasseurs de baleines norvégiens. Son nom signifie « bonne anse (ou crique) » en norvégien; nom qui a été donné par les hommes y travaillant et qui vient d'une baie située sur l'île de Veierland (commune de Nøtterøy).

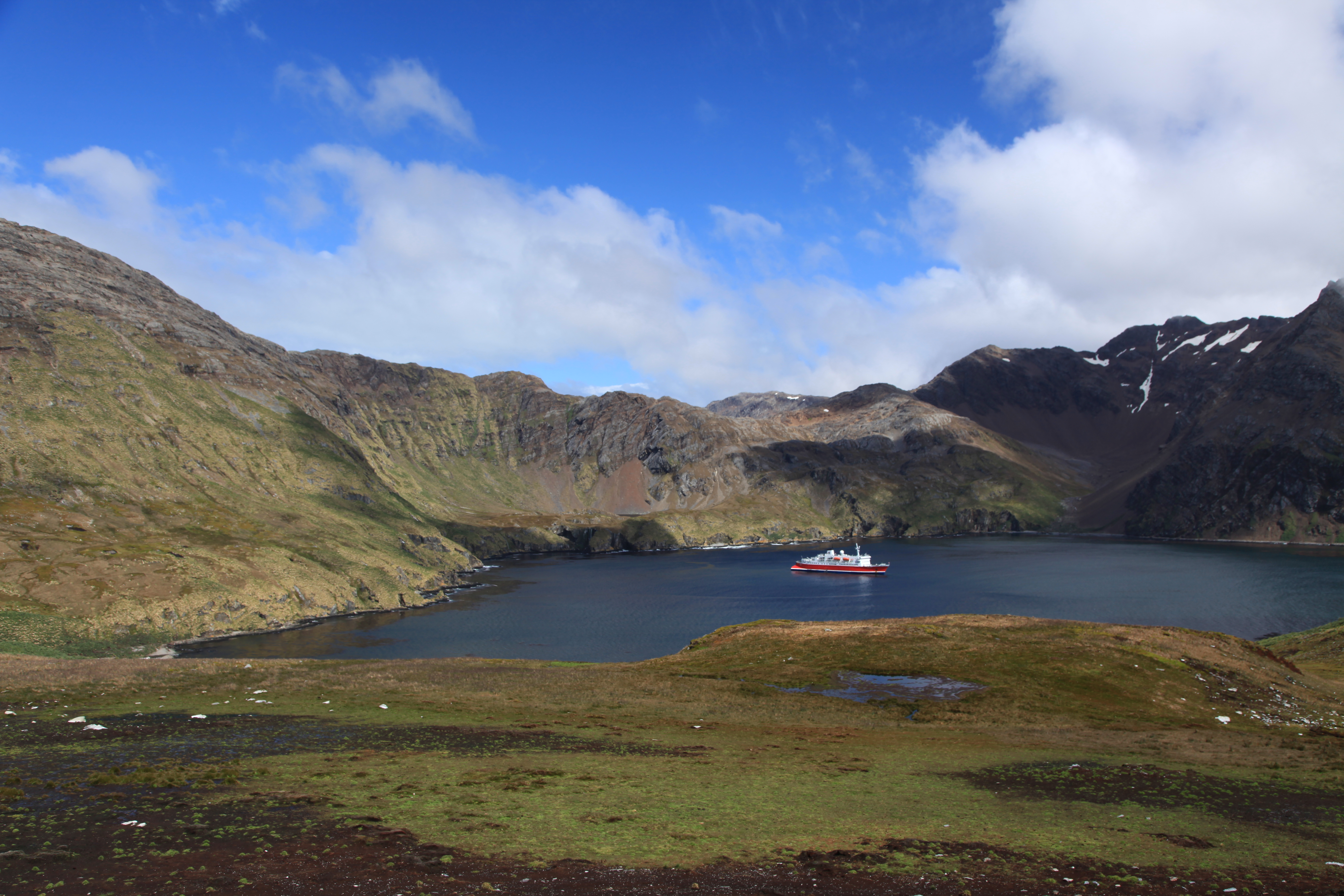
MS Expedition à Godthul

## Histoire
En 1908 l'entreprise Bryde & Dahls Hvalfangerselskap établit un navire-usine dans la baie de Godthul qui devient le seul endroit de Géorgie du Sud, à l'époque de la pêche à la baleine, où l’abattage et la cuisson ne se faisait pas à terre. Quelques cabanes, un quai et une arrivée d'eau y furent construits.
De 1917 à 1922, la baie ne connait pas d'activité en raison du départ du navire-usine pour les Îles Shetland du Sud. Au cours des années 1920 l'activité a repris, mais la vétusté du matériel et la proche expiration de la licence de l'entreprise pour chasser en Géorgie du Sud ont provoqué l'abandon de Godthul en 1929.